# Širok Sokak

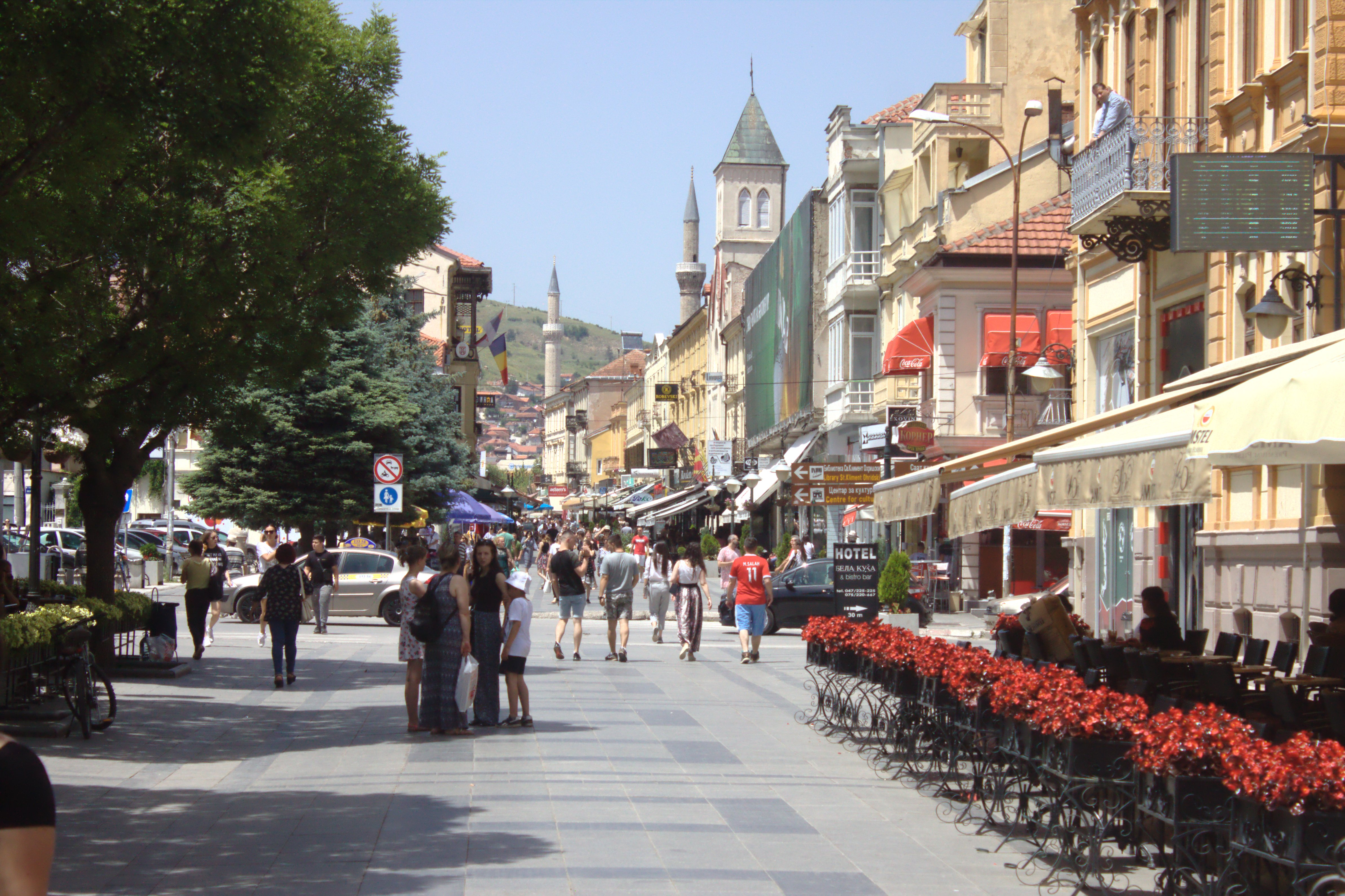
Pohled k centru města.

Širok Sokak (makedonsky Широк Сокак, doslova široká ulice) je hlavní ulice v severomakedonském městě Bitola. Je vedena severojižním směrem od Náměstí Magnolií (Плоштад Магнолија) až k městskému parku. Ulici lemují budovy z přelomu 19. a 20. století s novoklasicistními fasádami, nacházejí se zde četné restaurace a bary. Tradičně zde sídily konzuláty různých zemí (např. Francie nebo Turecka). V centrální části třídy se nachází Dům kultury. 
V roce 1904 zde bratři Milton a Janaki Manakiové pořídili pozemek a otevřeli vlastní fotografický ateliér.
Ulice má v současné době podobu pěší zóny. Během existence Osmanské říše nesla název Sultanye/Hamdinye; po první balkánské válce, kdy byla Bitola připojena k Srbsku, byla pojmenována po králi Petru I. Po druhé světové válce za socialistické Jugoslávie nesla název po Josipu Brozu Titovi.